# Risti (Lääne-Nigula)
Risti est un petit bourg de la commune de Lääne-Nigula du comté de Lääne en Estonie.
Au 31 décembre 2011, le bourg comptait 532 habitants.